# Cabo Dos Peñones
Das Cabo Dos Peñones (spanisch für Kap [der] Zwei Felsbrocken) ist ein Kap an der Danco-Küste des Grahamlands auf der Antarktischen Halbinsel. Es liegt westlich der Jacques Peaks am nordwestlichen Ende der Reclus-Halbinsel.
Argentinische Wissenschaftler benannten es.